# Marilou Diaz-Abaya
Marilou Diaz-Abaya (Quezon City, 30 maart 1955 – Taguig, 8 oktober 2012) was een Filipijnse regisseur. Ze was oprichter van het Marilou Diaz-Abaya Film Institute and Arts Center, in Antipolo. Haar bekendste film is José Rizal uit 1998. Voor haar films kreeg ze diverse onderscheidingen, waaronder een FAMAS Award voor beste regisseur in 1984. In 2022 werd Diaz-Abaya benoemd tot nationaal kunstenaar van de Filipijnen.

## Biografie
Marilou Diaz-Abaya werd geboren op 30 maart 1955 in Quezon City. Ze behaalde in 1976 haar Bachelor of Arts-diploma aan het Assumption College in Makati en in 1979 haar Master of Arts in Film en Televisie aan de Loyola Marymount University in Los Angeles. Aansluitend volgde ze nog vervolgopleidingen aan de London International Film School.
In 1980 regisseerde Diaz-Abaya haar eerste grote film getiteld Tanikala (kettingen). De jaren erna volgde vele films. Haar vroege films Brutal, Karnal en Alyas Baby Tsina greep ze aan om het dictatoriale bewind van president Ferdinand Marcos te veroordelen. Na de val van Marcos als gevolg van de EDSA-revolutie in 1986 stopte ze met regisseren van films en produceerde ze enkele jaren televisieprogramma's. In haar televisiewerk waren de sociale en politieke problemen van die tijd een steeds terugkerend thema. Vanaf 1995 regisseerde ze weer films, zoals Ipaglaban Mo, May Nagmamahal Sa Iyo, Sa Pusod Ng Dagat, José Rizal en Muro Ami. Veel van haar films gingen over armen, en vrouwen en kinderen die proberen te overleven onder moeilijke omstandigheden.
Haar films waren buiten de Filipijnen onder meer te zien op festivals in München, Düsseldorf en Fukuoka. José Rizal, wordt beschouwd als haar meest bekende werk. In de film speelt acteur en politicus Cesar Montano de Filipijnse nationale held José Rizal. De film was in maart 1998 de slotfilm op een festival in het Guggenheim Museum in New York.
In 2007 werd bij Marilou Diaz-Abaya borstkanker geconstateerd. Ze overleed uiteindelijk in 2012 in St. Luke's Hospital op 57-jarige leeftijd aan de gevolgen van deze ziekte. Ze was getrouwd met filmmaker Manolo Abaya. Haar zoon David werd cinematograaf en haar andere zoon Marc acteur en zanger van de rockband Kwan. Joseph Emilio Abaya, een neef van Marilou Diaz-Abaya was lid van het Filipijns Huis van Afgevaardigden en Minister van Transport en Communicatie.

## Bron
- (en)  Marinel R. Cruz, Multi-awarded filmmaker Marilou Diaz-Abaya dies; 57, The Philippne Daily Inquirer (8 oktober 2012)

- Gemeinsame Normdatei: 1024053814
- International Standard Name Identifier: 0000 0000 6789 2892
- Library of Congress Control Number: nr96035121
- Virtual International Authority File: 76216858
- WorldCat: E39PBJht8ff9qtFdHRrBvrMVmd